# Balma de la Margineda
La Balma de la Margineda est un abri sous roche préhistorique situé dans au sud du village de Santa Coloma en Andorre. Sur ce site ont été découvertes les plus anciennes traces d'occupation humaine du pays. Le site a été découvert en 1959 par l'archéologue Pere Canturri. Il a ensuité été abondamment étudié de 1979 à 1991 par les archéologues Jean Guilaine, Jean Abélanet, Michel Martzluff et Michel Barbaza.

## Toponymie
Balma désigne dans la toponymie andorrane un « abri sous roche », « un surplomb rocheux » ou encore une « cavité peu profonde ». Il s'agit d'un élément présent également dans la toponymie catalane et française (sous la forme baume). L'origine de balma est discutée : ligure, celtique insulaire, pré-celtique voire pré-indo-européenne,.
Margineda est un dérivé de marge qui désigne un « talus » ou une « terrasse fluviale » et provient du latin margo (« bord », « rive »),.

## Description du site
La Balma de la Margineda se trouve au sud du village de Santa Coloma, à la frontière entre les paroisses de Sant Julià de Lòria et d'Andorre-la-Vieille. L'entrée de l'abri se situe à une altitude de 970 m et domine la rive droite de la Valira d'environ trente mètres,,. Ce dernier, creusé au sein d'un massif de schiste du silurien et de calcaire du dévonien,, est long de 20 m et s'enfonce à une profondeur de 7 m sous la surface,.
Différents niveaux sédimentaires s'y échelonnent, depuis l'épipaléolithique jusqu'au néolithique ancien,. Les strates épipaléolithiques sont rattachés à la culture azilienne, vieille de plus de 10 000 ans, et constituent la plus ancienne trace d'occupation humaine en Andorre,. Grâce à la découverte de films de suie dans des fragments de calcite, une analyse micro-chronologique a été menée dans la période azilienne.

## Activité humaine

### Épipaléolithique et mésolithique
Les premières traces d'occupation du site remontent à l'épipaléolithique. La Balma de la Margineda était alors occupée par intermittence par des chasseurs de bouquetins,. La chasse au bouquetin semble avoir été la principale raison d'être de l'abri non seulement à l'épipaléolithique mais également pendant toute la durée d'occupation du site. Cette activité de chasse s'est donc poursuivie jusqu'au néolithique. Les données cémentochronologiques nous indiquent que la chasse avait préférentiellement lieu à l'automne, au moment où le poids des bêtes est à son maximum. Mais au mésolithique des indices montrent que celle-ci pouvait également avoir lieu au début de l'été.
La cueillette de baies sauvages a été pratiquée au mésolithique.

### Néolithique
Des pollens de céréales (orge, blé tendre) ont été retrouvés témoignant d'une pratique de l'agriculture par les occupants de la période néolithique. Toutefois au vu des résultats de l'étude des sols, il est peu probable que l'activité agricole se soit implantée dans les terrains immédiatement adjacents à l'abri. Les terres agricoles se situaient probablement plus en aval du cours de la Valira. L'éloignement de ces terres agricoles est l'une des hypothèse avancée pour expliquer l'abandon du site à la fin du néolithique. La présence de restes d'animaux domestiques (ovins, caprins, bœufs et porcs) nous signale une activité d'élevage à cette même époque.

## Paléoenvironnement

### Flore
Des analyses palynologiques et anthracologiques ont permis de reconstituer le paléoenvironnement à l'époque mésolithique et néolithique ancienne. 
Au cours du mésolithique moyen, le site se trouvait au sein d'une forêt clairsemée de conifères (pins) auxquels s'ajoutaient quelques essences feuillues. Pendant cette période, le climat s'est vraisemblablement réchauffé puisque l'on assiste au remplacement du Pinus uncinata (marqueur de l'étage subalpin) par le Pinus sylvestris (marqueur de l'étage montagnard). Cette tendance est également confirmée par l'apparition du sapin tant au sein des charbons de bois que des pollens.
La végétation évolue encore au mésolithique final et se diversifie. La pinède bien que restant majoritaire voit apparaître en son sein de plus en plus d'espèces feuillues avec notamment la présence de chêne, de noisetier et de tilleul. Cette tendance se poursuit au cours du néolithique ancien avec une présence accrue du chêne mais également la présence de nouvelles essences telles que le buis commun.

### Faune
L'étude de la faune préhistorique a également été possible compte tenu des restes d'animaux retrouvés dans les différentes couches. Les bouquetins ont fourni l'essentiel des restes de mammifères retrouvés à la Balma de la Margineda, en lien avec une chasse de ces derniers par la population humaine ayant séjourné sur le site. De nombreux restes de truite font évoquer la pratique de la pêche à proximité du site dès 10500 BP,.